# Mappy
Mappy (マッピー?, Mappī) è un videogioco arcade a piattaforme sviluppato e pubblicato dalla Namco nel 1983. In Nord America è stato distribuito da Bally Midway. Il gioco è molto conosciuto in Giappone e sono state fatte varie versioni sui principali home computer locali ma soprattutto sul Famicom.
La versione originale emulata è inclusa in varie raccolte dell'antologia Namco Museum.

## Modalità di gioco
Il giocatore guida Mappy, il topo poliziotto, attraverso la villa dei gatti chiamati Meowkies (Mewkies in Giappone) per recuperare beni rubati, come la Monna Lisa o una TV. Viene usato un joystick a due direzioni per muovere Mappy e un singolo pulsante per fargli aprire le porte. La villa ha sei piani di corridoi (quattro o cinque in alcune altre versioni) in cui sono nascosti gli oggetti rubati. Mappy e i gatti si muovono tra i piani rimbalzando sui trampolini in vari punti della casa. Sia Mappy che i gatti possono atterrare su un pavimento durante la salita, ma non durante la discesa. Quando Mappy supera i gatti in aria, è illeso, ma se tocca un gatto da qualche altra parte, perderà una vita. I trampolini si rompono quando Mappy ci rimbalza sopra quattro volte di seguito, con i trampolini che cambiano colore a seconda di quante volte li ha usati senza una pausa. Se un trampolino si rompe, Mappy perderà una vita a meno che non ci sia un altro trampolino sotto quello rotto. Oltre ai Meowkies, anche il gatto boss Goro (Nyamco in giapponese) si aggira in giro. È più veloce ma meno aggressivo dei Meowkies. Durante i livelli, Goro si nasconde dietro i diversi oggetti recuperabili. Se Mappy recupera un oggetto dietro cui si nasconde Goro, il giocatore riceve 1000 punti in aggiunta al punteggio per l'oggetto. Gli oggetti arrivano in coppia; recuperare il secondo oggetto in una coppia subito dopo il primo moltiplica il valore in punti del secondo oggetto (x2, fino a x6).
Le porte si aprono solo verso le loro maniglie. Colpire un gatto con una porta fa segnare 50 punti e stordisce il gatto. Meowkies e Goro possono aprire le porte ma saranno storditi a meno che la porta non si apra lontano da loro (lontano dalle maniglie) e possono camminare attraverso le porte aperte. Non possono aprire le porte blu. Le porte blu, quando vengono aperte, sparano un lento microonde in direzione della maniglia della porta che intrappola tutti i gatti che tocca e li rimuove dalla tavola quando l'onda raggiunge il bordo dello schermo. Più gatti vengono catturati, più punti si guadagnano. Se Goro viene intrappolato da un'onda, il punteggio raddoppia. I gatti rimossi in questo modo tornano poco dopo dall'alto.
Un round è completato quando tutto il bottino è stato recuperato. Se il giocatore impiega più tempo del solito per completare un livello, appare un messaggio "Hurry", dopodiché la musica accelera e i gatti si muovono rapidamente e aggressivamente, e vengono aggiunti altri Meowkies (ne appariranno due pronti per cadere come fanno normalmente i Meowkies subito dopo tale messaggio, e altri Meowkies possono arrivare più tardi). Se il giocatore impiega molto più tempo dopo questo, un disco verde con la faccia di Goro sopra chiamato "Gosenzo Coin" cadrà sulla piattaforma centrale superiore e inseguirà Mappy in modo più efficace dei Meowkies poiché può ucciderlo mentre salta. Il Gosenzo può aprire le porte e non può essere fermato dalle porte dei microonde o da altri oggetti.
Il terzo livello e ogni quarto livello successivo è di tippo bonus. Mappy, incurante dei gatti, deve rimbalzare su una serie di trampolini, facendo scoppiare quindici diversi palloncini rossi sospesi (200 punti), con un "Goro" (2000 punti) lungo il percorso. Viene assegnato un bonus (5000 punti) se tutti i palloncini vengono scoppiati prima che finisca la musica. Dopo ogni round bonus, viene aggiunta una nuova funzionalità al gameplay, come campane che congelano i gatti. Anche il messaggio "Hurry" apparirà prima.

## Sequel
- Hopping Mappy (1986), per arcade
- Mappy-Land (1986), per il NES, distribuito in America da Taxan
- Mappy Kids (1988), per il NES, uscito solo in Giappone